# Бондаренко Олена Федорівна
Оле́на Фе́дорівна Бондаре́нко (нар. 13 лютого 1955, місто Тайшет, Іркутська обл., Російська РФСР) — український політик та письменниця. Народний депутат України III, IV, V, VI скликань. Член Національної спілки письменників України.

## Ранні роки
Народилась у концтаборі для політв'язнів.

## Родина
Батько Варконі Ференц (Федір) (1920–1987) — лікар-хірург. Мати Бондаренко Ольга Олександрівна (Ольга Лядська, 1926 — 2021)  — інженер, пенсіонерка. У 1943 році була засуджена до 15 років позбавлення волі за сфабрикованим звинуваченням у зрадництві учасників Краснодонської підпільної організації «Молода гвардія», членом якої вона ніколи не була. Цьому посприяв автор однойменного роману Олександр Фадєєв, який ще до суду, за дорученням Сталіна, «призначив» її зрадницею у своєму, далекому від дійсності, творі. З майбутнім батьком Олени Бондаренко Ференцем Варконі (справжнє прізвище Лебер), угорським лікарем, політв'язнем, Ольга Лядська познайомилася в Степлагу, вінчалася під час Кенгірського повстання в'язнів. Ференц Варконі був одним ізактивних учасників повстання і першим у світі написав про ці героїчні події («Допоки одного дня…», повість). Мати була серед тих українських жінок і дівчат, які вийшли назустріч танкам під час придушення повстання й дивом залишилася живою. Їх обвінчав священик-політв'язень Антон Куява. Вони пробули разом лише 40 днів. Після придушення повстання їх розлучили, і більше вони ніколи не бачилися. Ференц Варконі (мати — Анна Лебер) за походженням напівнімець-напівугорець, після звільнення був депортований до ФРН, де мешкав у Мюнхені, впродовж багатьох років працював на «Радіо Вільна Європа» в угорській редакції. Помер у 1987 р. Був похований у Мюнхені, перепохований в Угорщині. У 1956 році Ольга Лядська (Бондаренко) була звільнена зі зняттям судимості, а в 1990 цілковито реабілітована за відсутністю складу злочину.
Чоловік Басілія Дмитро Олегович (1948) — лікар.
Дочка Кувшинчикова Ольга Сергіївна (1990) — магістр міжнародних відносин, перекладачка.
Онук Роман (2013).

## Освіта
У 1994 році отримала освіту на факультеті журналістики (нині Інститут журналістики) Київського Національного університету імені Тараса Шевченка, у 2000р.р. — на юридичному факультеті цього ж університету. Журналістка, правознавець,

## Кар'єра
- Серпень 1979 — червень 1983 — бухгалтер Луганської організації Спілки письменників України.
- Лютий 1984 — серпень 1986 — референт Луганської організації товариства «Знання».
- Вересень 1986 — травень 1993 — диктор радіо Луганського швейного об'єднання «Стиль». Кореспондент газети «Патріот Батьківщини».
- З травня 1989 по червень 1990 член Всеукраїнської координаційної ради Української народно-демократичної ліги. Грудень 1989 — жовтень 1991 — заступниця голови; жовтень 1991 — червень 1993 — голова Луганської крайової організації Руху.
- Червень 1993 — квітень 1994 — керівник відділу політичного аналізу Секретаріату НРУ.
- Квітень 1994–2001 — заступниця голови НРУ — керівник управління з ідеології, пропаганди і агітації НРУ, 1998—2001 р.р. — на громадських засадах.
- Січень 1997 — травень 1998 — головний редактор газети «Час/Time» (шеф-редавктор — Вячеслав Чорновіл).

Заступниця голови НРУ (квітень 1994 — травень 2001), член Політради НРУ (березень 1999 — травень 2001). Член ПРП (з травня 2001), голова Київської обласної організації ПРП. 2005—2012 р.р. — член партії "ВО «Батьківщина».
Довірена особа кандидата на пост Президента України Вячеслава Чорновола в Луганській області (1991 р.) та кандидата на пост Президента України Віктора Ющенка в ТВО № 97 (2004).
Координатор Асоціації регіональної демократичної преси України (з квітня 1995).
Голова Всеукраїнської громадської організації «Жінки за реформи».
Член Національної Спілки письменників України (з 1992).

## Літературна діяльність
Автор збірки поезій «Молодість віку» (1980). Твори також друкувалися в перекладі болгарською, польською, білоруською, російською мовами.

## Парламенська діяльність
Народний депутат України 3-го скликання з 12 травня 1998 до 14 травня 2002 від НРУ, № 13 в списку. На час виборів: заступник голови НРУ, головний редактор газети «Час-Time». Член фракції НРУ (травень 1998 — лютий 1999), уповноважений представник фракції НРУ (першої) (березень 1999 — травень 2001, з квітня 2000 — фракція НРУ), уповноважений представник фракції ПРП «Реформи-Конгрес» (з травня 2001). Член Комітету з питань регламенту, депутат етики та організації роботи Верховної Ради України (з липня 1998).
Народний депутат України 4-го скликання з 1 лютого 2005 до 25 травня 2006 від Блоку Віктора Ющенка «Наша Україна», № 74 в списку. На час виборів: народний депутат України, член ПРП. Член фракції «Наша Україна» (лютий — жовтень 2005), член фракції «Блок Юлії Тимошенко» (з жовтня 2005). Член Комітету з питань свободи слова та інформації (квітень — листопад 2005), голова підкомітету з питань електронних засобів масової інформації Комітету з питань свободи слова та інформації (з листопада 2005).
Народний депутат України 5-го скликання з 25 травня 2006 до 12 червня 2007 від «Блоку Юлії Тимошенко», № 89 в списку. На час виборів: народний депутат України, член партії ВО «Батьківщина». Член фракції «Блок Юлії Тимошенко» (з травня 2006). Голова підкомітету з питань ґендерної політики Комітету з питань прав людини, національних меншин і міжнаціональних відносин (з липня 2006). 12 червня 2007 достроково припинила свої повноваження під час масового складання мандатів депутатами-опозиціонерами з метою проведення позачергових виборів до Верховної Ради.
Народний депутат України 6-го скликання з 23 листопада 2007 до 12 грудня 2012 від «Блоку Юлії Тимошенко», № 89 в списку. Член фракції «Блок Юлії Тимошенко» (з листопада 2007). Голова підкомітету з міжнародно-правових питань та ґендерної політики Комітету з питань прав людини, національних меншин і міжнаціональних відносин (з грудня 2007).
Член Постійної делегації Верховної Ради України в Парламентській Асамблеї Ради Європи (2006-12р.р.)
23 березня 2017 року, в ефірі «Центрального каналу» (Київська державна регіональна телерадіокомпанія), вийшла авторська програма Володимира Яворівського «Що ж ми за народ такий?..» (режисер Максим Яковчук).

## Особисте життя
Рідна мова — українська. Також володіє англійською та польською мовами.
Захоплюється поезією та музикою.

## Нагороди
Орден «За заслуги» III ступеня (серпень 2000).